# 大衛·奧利夫
大衛·伊恩·奧利夫 CBE FRS FLSW（英語：Learned Society of Wales，/ˈɒlɪv/，1937年4月16日—2012年11月7日），英国理论物理学家，对弦理論和对偶理论做出了基础性的贡献。
他是伦敦帝国学院物理學教授（1984年至1992年）。1992年，他幫助斯旺西大学去建立一个新的理論物理学会。
1997年，他被授予了狄拉克獎和国际理论物理中心勳章。他是威爾士學社創始院士。
1987年，當選皇家学会成员，並於2002年获颁英帝國司令勳章。